# Dave Stryker
Dave Stryker (Omaha, 1957. március 30. –) amerikai dzsesszgitáros. Több mint huszonöt album zenekarvezetője.

## Pályafutása
Stryker az Omahában, Nebraska államban nőtt fel. A The Beatles hatására tízéves korában elkezdett gitározni. A rock and roll vonzotta egészen addig, amíg meg nem hallotta John Coltrane „My Favourite Things” és George Benson „Beyond the Blue Horizon” című albumát. 1978-ban Los Angelesbe költözött, ahol tanult egy másik omahainál, Billy Rogersnél. Összebarátkozott Jack McDuff orgonistával is.
Miután New Yorkba költözött, és 1984-1985-ben McDuff-fal turnézott, majd tíz évet Stanley Turrentine szaxofonos zenészpartnere lett.
Stryker zenekart alapított Steve Slagle-lel, és triót Jared Golddal és Tony Reedusszal. Kevin Mahogany-vel dolgozott zeneszerzőként és hangszerelőként, játszott vele a Carnegie Hallban, és turnézott vele Európában és Japánban.
Dolgozott Eliane Eliasszal, Javon Jacksonnal és Andy LaVerne-nel is.
Dzsesszgitárt tanít az Indiana és a Montclair Állami Egyetemen, valamint a Jamey Aebersold Summer Jazz Workshopban, a Litchfield Jazz Campben és az olaszországi Venetoban, 2018-tól padig online tanít az ArtistWorks zeneoktatási webhelyén.

## Albumok
- First Strike (1988)
- Strike Zone (1990)
- Guitar on Top (1991)
- Passage (1991)
- Blue Degrees (1992)
- Full Moon (1993)
- Stardust (1994)
- Nomad (1994) with Bill Warfield Big Band
- The Greeting (1995)
- Blue to the Bone (1996)
- Big Room (1996)
- All the Way (1997)
- Blue to the Bone II (1998)
- Shades of Miles (1998)
- Changing Times (1999)
- Blue to the Bone III (2001)
- Exit 13 (2002) with Sylvia Cuenca, Kyle Koehler
- Shades Beyond (2004)
- Big City (2004)
- Six String Santa (2005)
- The Chaser (2006)
- Strike Up the Band (2008)
- One for Reedus (2010)
- Keystone (2010)
- Blue Strike (2011)
- Blue to the Bone IV (2012)
- Suit Up! (2013) with Matt Kane, Kyle Koehler
- Eight Track (2014)
- Messin' with Mister T (2015)
- Eight Track II (2016)
- Strikin' Ahead (2017)
- Eight Track III (2019)
- Eight Track Christmas (2019)
- Blue Soul (2020) with Bob Mintzer & The WDR Big Band
- Baker's Circle (2021) with Walter Smith III
- As We Are (2022)
- Prime (2022)

## Díjak
- 2001: Top Ten Guitarists, Down Beat magazine Readers' Poll
- Rising Star, Down Beat magazine Critics' Poll

## Fordítás
Ez a szócikk részben vagy egészben  a   Dave Stryker című angol Wikipédia-szócikk ezen változatának fordításán alapul.  Az eredeti cikk szerkesztőit annak laptörténete sorolja fel. Ez a jelzés csupán a megfogalmazás eredetét és a szerzői jogokat jelzi, nem szolgál a cikkben szereplő információk forrásmegjelöléseként.